# Dicranum triforme
Dicranum triforme là một loài Rêu trong họ Dicranaceae. Loài này được (Mitt.) Hampe mô tả khoa học đầu tiên năm 1879.